# كريستينا ألشيفسكا
كريستينا دانليفنا ألشيفسكا، (بالإنجليزية: Khrystyna Danylivna Alchevska) المعروفة كزورافليوفا (بالأوكرانية: Христина Алчевська؛ من مواليد عام1841 وتوُفيت عام –1920) كانت مُعلمة روسية وناشطة بارزة للتعليم الوطني. أنشأت كريستينا نظامًا تدريبيًا منهجيًا تم تنفيذه في العديد من المدارس الروسية. وفي عام 1862، أسست ألشيفسكا أول مدرسة بنات مجانية في أوكرانيا، وتم انتخابها في عام 1889 كنائبة رئيس الرابطة الدولية للتعليم في باريس.

## سيرتها الذاتية

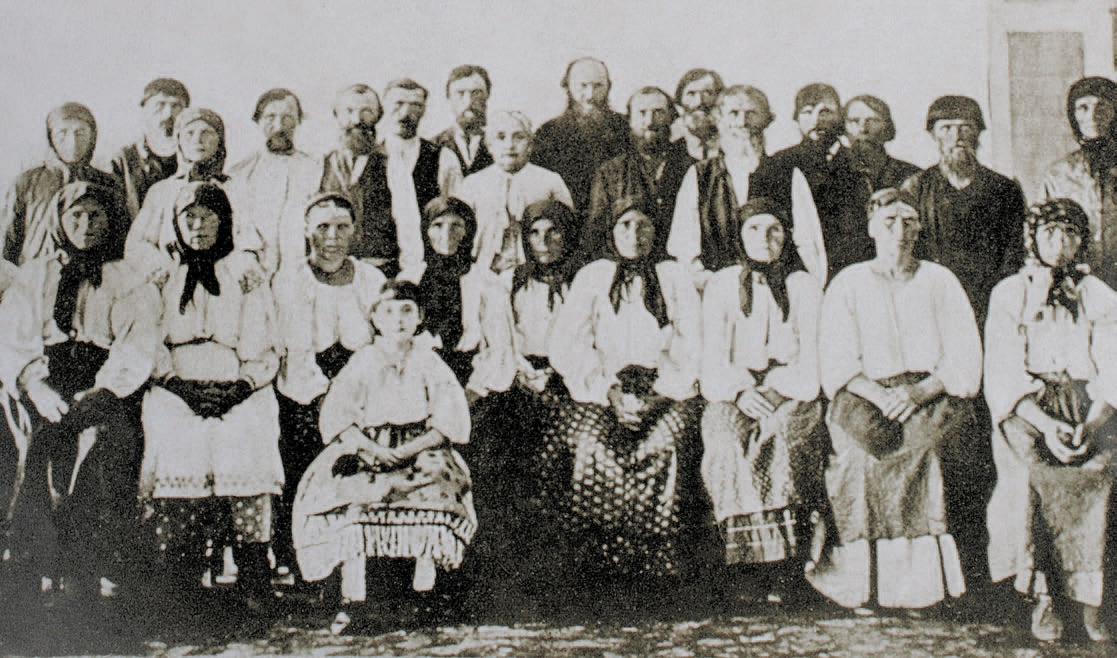
ألتشيفسكايا مع السلام في قرية أليكسييفكا. ميخائيلوفسكايا فولوست. منطقة سلافيانوسيربسك. أوائل القرن العشرين.

وُلدت كريستينا في 16 أبريل عام 1841 في بورزنا، فيما يُعرف الآن باسم أوكرانيا. تزوجت كريستينا من أليكسي ألشيفسكا، وهو رجل أعمال أوكراني ومالك مصنع كبير للحديد والصلب. أنجب الزوجان العديد من الفنانين الموهوبين منهم : لإيفان ألشيفسكا مغني الأوبرا الشهير، وخريشا ألشيفسكا الشاعرة، وهريهوري ألشيفسكا الملحن.
عاشت ألشيفسكا وعملت في خاركيف حيث توفيت في 15 أغسطس 1920.

## حياتها المهنية
ابتداءً من عام 1862، رمّمت ألشيفسكا مدرسة خاركوف النسائية (المعتمدة رسميًا عام 1870) على نفقتها الخاصة. وظلت المدرسة قائمةً لمدة 50 عامًا وتشتهر بأساليبها المتقدمة جدًا لتعليم الكبار. درست بوريس هرينشنكو في المدرسة. كانت ألشيفسكا معلمة بارزة ابتكرت طريقة لتعليم الكبار باستخدام الأعمال الأدبية، بدلاً من تهجئة الكتب. وفي عام 1889، حضرت معرض باريس كممثل لمعلمي الإمبراطورية الروسية للطلاب البالغين. كانت ألشيفسكا تُغطي دروسها بالأوكرانية حتى أجبرتها الحكومة على التحول إلى اللغة الروسية.
قامت ألشيفسكا بتجميع دليل منهجي وببليوغرافي حائز على جوائز، في مجلد سُمي «ما يجب أن يقرأه الناس» (Chto chitat 'narodu) في عام 1906. حصل هذا العمل على الجائزة الكبرى في معرض باريس الدولي. كتبت أيضًا دليل تدريسي للكبار (Kniga vzroslykh) في عام 1900، وكتبت مذكرات بعنوان خواصيري وتجاربها (Peredumannoe i perezhitoe) في عام 1912. كما نشرت العديد من المقالات المنهجية حول تعليم الكبار. وفي ستينيات القرن التاسع عشر، ظهرت مقالات ألشيفسكا في مجلة ألكسندر هيرزن كولكول تحت اسم مستعار أوكراينكا شجعت فيه ألشيفسكا الفتيات والنساء على ارتداء الأزياء الإقليمية التقليدية في المهرجانات المجتمعية وتأدية الأناشيد الشعبية، وارتدت زي الفلاحين كرمز لتفانيها تجاه الطلاب الذين درست لهم، وقد ساعد تكيفها للثقافة الشعبية والفن الشعبي الفلاحين على التكيف على حياة المدينة.

## تراثها
في عام 1963، نشر كازوركيفيتش كتابًا عن العمل التربوي لألشيفسكا وزملائها.